# Schizotrema macrodactylus
Schizotrema macrodactylus är en kräftdjursart som beskrevs av Fage 1945. Schizotrema macrodactylus ingår i släktet Schizotrema och familjen Nannastacidae.
Artens utbredningsområde är Vietnam. Inga underarter finns listade i Catalogue of Life.